# Brug 876
Brug 876 is een bouwkundig kunstwerk in Amsterdam-Zuidoost.
Het is een betonnen voet- en fietsbrug in het Gaasperdammerpad, een pad ten zuiden van de Gaasperdammerweg tussen het Haarlerbergpad en de spoorlijn Amsterdam – Utrecht. Bij de aanleg van de wijk werd gekozen voor gescheiden niveaus voor snel en langzaam verkeer. De brug vormt de verbinding tussen de wijken Bullewijk en Holendrecht/Reigersbos. De brug ligt op maaiveldniveau. De brug is ontworpen door Dirk Sterenberg voor de Dienst der Publieke Werken. Het is een van de 173 bruggen die Sterenberg voor Amsterdam zou ontwerpen, maar waarvan ook een deel al weer is afgebroken. Sterenberg paste bij diverse bruggen abstracte kunst toe, zoals hier te zien is in de balusters. De brug, leunend op een brugpijler, uit omstreeks 1980 is geschilderd in de kleuren blauw en grijs, daar waar Sterenberg rood (leuningen) en onbeschilderd (betondelen) voor ogen had.

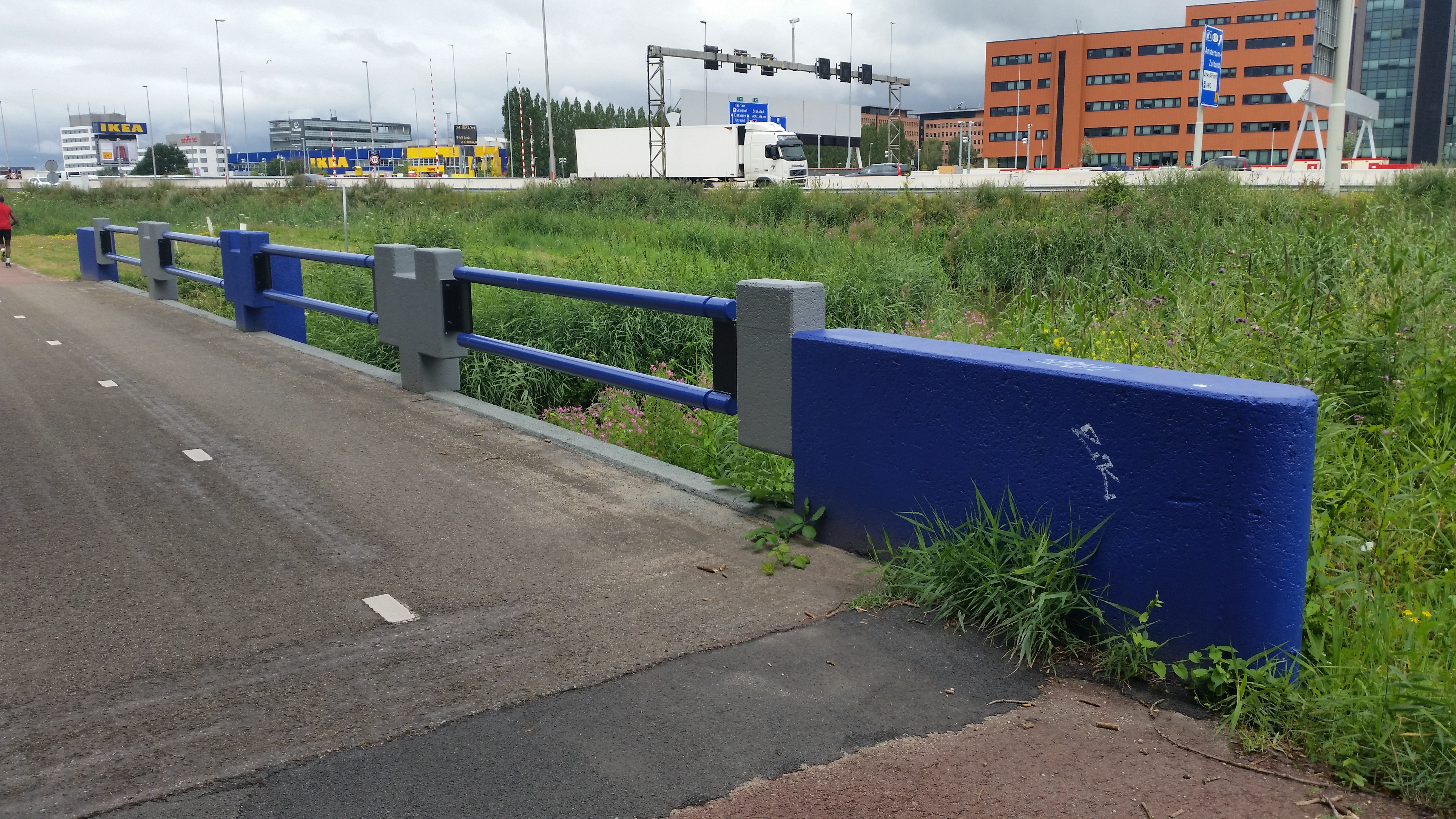
Borstwering, balustrade, balusters van brug 876 (juli 2019)

<<< · 801 · 802 · 803 · 804 · 805 · 808 · 811 · 812 · 813 · 814 · 815 · 816 · 817 · 818 · 819 · 820 · 821 · 822 · 823 · 824 · 825 · 826 · 827 · 828 · 829 · 830 · 831 · 832 · 833 · 834 · 835 · 836 · 837 · 838 · 839 · 840 · 841 · 842 · 844 · 845 · 846 · 848 · 849 · 850 ·  854 · 856 · 857 · 858 · 859 · 860 · 863 · 864 · 865 · 866 · 867 · 868 · 869 · 870 · 871 · 872 · 873 · 875 · 876 · 877 · 889 · 890 · 891 · 892 · 893 · 895 · 896 · 897 · 898 · 899 · >>>
Brugnummers 800, 806, 807, 809, 810, 843 (gesloopt, Uilenstede, Amstelveen), 847 (Uilenstede, Amstelveen) , 851 (gesloopt, Dirk Sterenberg), 852 (gesloopt, Dirk Sterenberg), 853 (gesloopt, Dirk Sterenberg), 855, 861, 862, 874, 878, 879, 880, 881, 882, 883, 884, 885, 886, 887, 888, 894 zijn niet (meer) vergeven.